# Britt Olofsson
Britt Elisabet Olofsson Edström, född Olofsson 13 oktober 1936 i Stockholm, är en svensk skådespelare, regissör och producent.
I slutet av 1950-talet var hon engagerad som skådespelare vid Dramaten och har sedan innehaft olika funktioner inom film-, TV- och videobranschen, bland annat som regissör och producent.
Britt Olofsson är dotter till hovkapellisten Nils Olofsson och Hanna Lethin. Hon var 1956–1961 gift med regissören Per Sjöstrand (1930–2008) och från 1962 med teaterchefen Lars Edström (född 1935).

## Regi
- 1979 – Sommarön [6]
- 1982 – Barnet (TV-pjäs) [7]
- 1986 – White Lady [6]
- 1988 – Behöriga äga ej tillträde[6]
- 1991 – Rosenholm (TV-serie) (avsnitt 18–23) [8]

## Teater

### Roller
| År   | Roll        | Produktion                          | Regi            | Teater        |
| ---- | ----------- | ----------------------------------- | --------------- | ------------- |
| 1962 | Barnmorskan | Party: Drömmar i Omsk Lars Forssell | Jackie Söderman | Lilla Teatern |

### Regi
| År   | Produktion      | Upphovsmän                      | Teater                 |
| ---- | --------------- | ------------------------------- | ---------------------- |
| 1993 | Selma och Sofie | Selma Lagerlöf och Sophie Elkan | Stockholms stadsteater |

## Radioteater

### Roller
| År   | Roll                      | Produktion                         | Regi               |
| ---- | ------------------------- | ---------------------------------- | ------------------ |
| 1958 | Iris Stenfeldt, servitris | Flyg fula fluga... Folke Mellvig   | Carl-Otto Sandgren |
| 1959 | Elzevira Renässans        | Vägglusen Vladimir Majakovskij     | Staffan Aspelin    |
| 1960 | Isabelle                  | Han som sålde sin fru David Tutaev | Staffan Aspelin    |